# Сива врана
Сивата врана (Corvus cornix) е средно голям представител на семейство Вранови (Corvidae), разред Врабчоподобни (Passeriformes), с широко разпространение в стария свят. Много прилича по телосложение на Черната врана (Corvus corone), с която понякога са смятани за два подвида на един вид. За отбелязване е, че и двата вида обитават определени ареали, почти не припокриващи се един с друг.

## Външно описание
Дължината на тялото на сивата врана е около 45–47 cm, размахът на крилете – 93–103 cm и тежи около 600 гр. Краката ѝ са черни на цвят, добре развити и силни, може да ходи или подскача. Крилете също са силни и добре развити, полетът ѝ е плавен и ритмичен, със сравнително ниска честота на маховете. Гласът ѝ е характерното за враните грачене. Сивата врана има двуцветно оперение. Главата, гърлото, крилата и опашката са черни, а останалата част от тялото е сива. Няма изразен полов диморфизъм.

## Разпространение
Среща се в централна, източна и северна Европа, Мала азия, източна Азия и около Суецкия канал. Само най-северните ѝ популации са прелетни. В България е обичаен и широко разпространен вид. Отделни екземпляри прелитат през зимата в по-южни части на Балканския полуостров, а в България идват много птици от по-северните страни на Европа. Затова през зимата броят им силно нараства. Обитава всички типове човешки поселения, в природата също можем да я срещнем в открити полета и окрайнини на гори. Понякога се среща и в по-високите планински полета до 1800 м надморска височина.

## Начин на живот и хранене
Живее както поединично, така и по двойки, среща се и на ята. Живее в определени и добре развити социални структури. Чувства се еднакво добре в човешка близост и сред дивата природа. Ловува или си търси храната по земята и по дърветата. Храни се практически с всичко, въпреки че предпочита живата храна. Когато има възможност се проявява като хищник и напада дребни бозайници, птици, влечуги, земноводни. Храни се още с риба, насекоми, червеи, плодове, семена, остатъци от човешка храна.

## Размножаване
Моногамни птици. Семейството от мъжка и женска птица строи заедно гнездото си по високи единични дървета, залесителни пояси, в покрайнините на гори. Рядко правят гнезда по скали или запустели сгради. Минималната височина, на която се изгражда гнездото, е три метра. Гнездото е голямо от 30 до 70 cm в диаметър и високо 20/40 cm, отвътре е дълбоко около 10 cm и широко около 20 cm. През март – април женската снася 3–6 бледи синьо-зеленикави, напръскани с кафяви петънца яйца, с размери 43х31 mm. Мъти само женската, в продължение на 18–21 дни, като през това време мъжкият ѝ носи храна. Малките напускат гнездото след около 5 седмици. И двамата родители хранят малките с животинска храна. Когато малките израснат и могат да напуснат гнездото, цялото семейство излиза и се движи заедно през деня, а привечер се завръща да нощува. През август семейството се разпада и сивата врана се среща поединично. При застудяване тези птици образуват големи ята и се придържат около населените места и обработваемите площи.

## Допълнителни сведения
В съжителство с хора се чувства добре и опитомените птици предпочитат човешка компания, пред тази на своя вид. Редица учени считат Сивите врани за силно интелигентни животни, способни дори да броят. Способни са да запаметяват и изговарят думи. Те са силно адаптивни птици. Смятана е понякога за вредна птица, защото унищожава яйцата и малките на много други видове, но всъщност в природата няма вредни и полезни видове. С действията си всеки вид допринася по своя начин за поддържане на екологичното равновесие.